# Sejlsport under sommer-OL 2024
 Der er for få eller ingen kildehenvisninger i denne artikel, hvilket er et problem. Du kan hjælpe ved at angive troværdige kilder til de påstande, som fremføres i artiklen.

Sejlads under sommer-OL 2024 vil blive afholdt fra 28. juli til 8. august 2021 i Marina de Marseille i Marseille. Der konkurreres om ti øvelser: fire for mænd, fire for kvinder og to blandede øvelser.

## Program
| H | Heat | MS | Medaljesejlads |

| Øvelse ↓ / Dato → | Søn 28. | Man 29. | Tir 30. | Ons 31. | Tor 1. | Fre 2. | Lør 3. | Søn 4. | Man 5. | Tir 6. | Ons 7. | Tor 8. |
| ----------------- | ------- | ------- | ------- | ------- | ------ | ------ | ------ | ------ | ------ | ------ | ------ | ------ |
| Mændenes øvelser  |         |         |         |         |        |        |        |        |        |        |        |        |
| Sejlbræt iQFoil   | H       | H       | H       |         | H      | MS     |        |        |        |        |        |        |
| Formula Kite      |         |         |         |         |        |        |        | H      | H      | H      | H      | MS     |
| ILCA 7            |         |         |         |         | H      | H      | H      | H      | H      | MS     |        |        |
| 49er              | H       | H       | H       | H       | MS     |        |        |        |        |        |        |        |
| Kvinders øvelser  |         |         |         |         |        |        |        |        |        |        |        |        |
| Sejlbræt iQFoil   | H       | H       | H       |         | H      | MS     |        |        |        |        |        |        |
| Formula Kite      |         |         |         |         |        |        |        | H      | H      | H      | H      | MS     |
| ILCA 6            |         |         |         |         | H      | H      | H      | H      | H      | MS     |        |        |
| 49erFX            | H       | H       | H       | H       | MS     |        |        |        |        |        |        |        |
| Mix               |         |         |         |         |        |        |        |        |        |        |        |        |
| 470               |         |         |         |         |        | H      | H      | H      | H      | H      | MS     |        |
| Nacra 17          |         |         |         |         |        |        | H      | H      | H      | H      | MS     |        |

## Medaljevindere

### Herrer
| Event          | Guld                                    | Sølv                                            | Bronze                          |
| -------------- | --------------------------------------- | ----------------------------------------------- | ------------------------------- |
| iQFoil         | Tom Reuveny · Israel                    | Grae Morris · Australien                        | Luuc van Opzeeland · Holland    |
| Formula Kite   | Valentin Bontus · Østrig                | Toni Vodišek · Slovenien                        | Maximilian Maeder · Singapore   |
| ILCA 7 (Laser) | Matthew Wearn · Australien              | Pavlos Kontides · Cypern                        | Stefano Peschiera · Peru        |
| 49er           | Spanien · Diego Botín · Florián Trittel | New Zealand · Isaac McHardie · William McKenzie | USA · Ian Barrows · Hans Henken |

### Damer
| Event                 | Guld                                        | Sølv                                     | Bronze                                     |
| --------------------- | ------------------------------------------- | ---------------------------------------- | ------------------------------------------ |
| IQFoil                | Marta Maggetti · Italien                    | Sharon Kantor · Israel                   | Emma Wilson · Storbritannien               |
| Formula Kite          | Ellie Aldridge · Storbritannien             | Lauriane Nolot · Frankrig                | Annelous Lammerts · Holland                |
| ILCA 6 (Laser Radial) | Marit Bouwmeester · Holland                 | Anne-Marie Rindom · Danmark              | Line Flem Høst · Norge                     |
| 49erFX                | Holland · Odile van Aanholt · Annette Duetz | Sverige · Vilma Bobeck · Rebecca Netzler | Frankrig · Sarah Steyaert · Charline Picon |

### Mix
| Event    | Guld                                    | Sølv                                        | Bronze                                       |
| -------- | --------------------------------------- | ------------------------------------------- | -------------------------------------------- |
| Nacra 17 | Italien · Ruggero Tita · Caterina Banti | Argentina · Mateo Majdalani · Eugenia Bosco | New Zealand · Micah Wilkinson · Erica Dawson |
| 470      | Østrig · Lara Vadlau · Lukas Mähr       | Japan · Keiju Okada · Miho Yoshioka         | Sverige · Anton Dahlberg · Lovisa Karlsson   |